# Cernion
Cernion ist eine französische Gemeinde mit 54 Einwohnern (Stand 1. Januar 2022) im Département Ardennes in der Region Grand Est (vor 2016 Champagne-Ardenne). Sie gehört zum Arrondissement Charleville-Mézières, zum Kanton Signy-l’Abbaye und zum Gemeindeverband Ardennes Thiérache.

## Geographie
Die Gemeinde liegt im 2011 gegründeten Regionalen Naturpark Ardennen. Umgeben wird Cernion von den Nachbargemeinden Marby im Norden, Blombay im Nordosten, Aubigny-les-Pothées im Südosten und Süden, Logny-Bogny im Südwesten sowie Flaignes-Havys im Westen,.

## Geschichte
Während der Schlacht bei Rocroi 1643 wurde Cernion teilweise niedergebrannt.

## Bevölkerungsentwicklung
| Jahr                       | 1962 | 1968 | 1975 | 1982 | 1990 | 1999 | 2006 | 2015 | 2019 |
| Einwohner                  | 64   | 56   | 58   | 55   | 51   | 46   | 49   | 60   | 57   |
| Quellen: Cassini und INSEE |      |      |      |      |      |      |      |      |      |

## Sehenswürdigkeiten

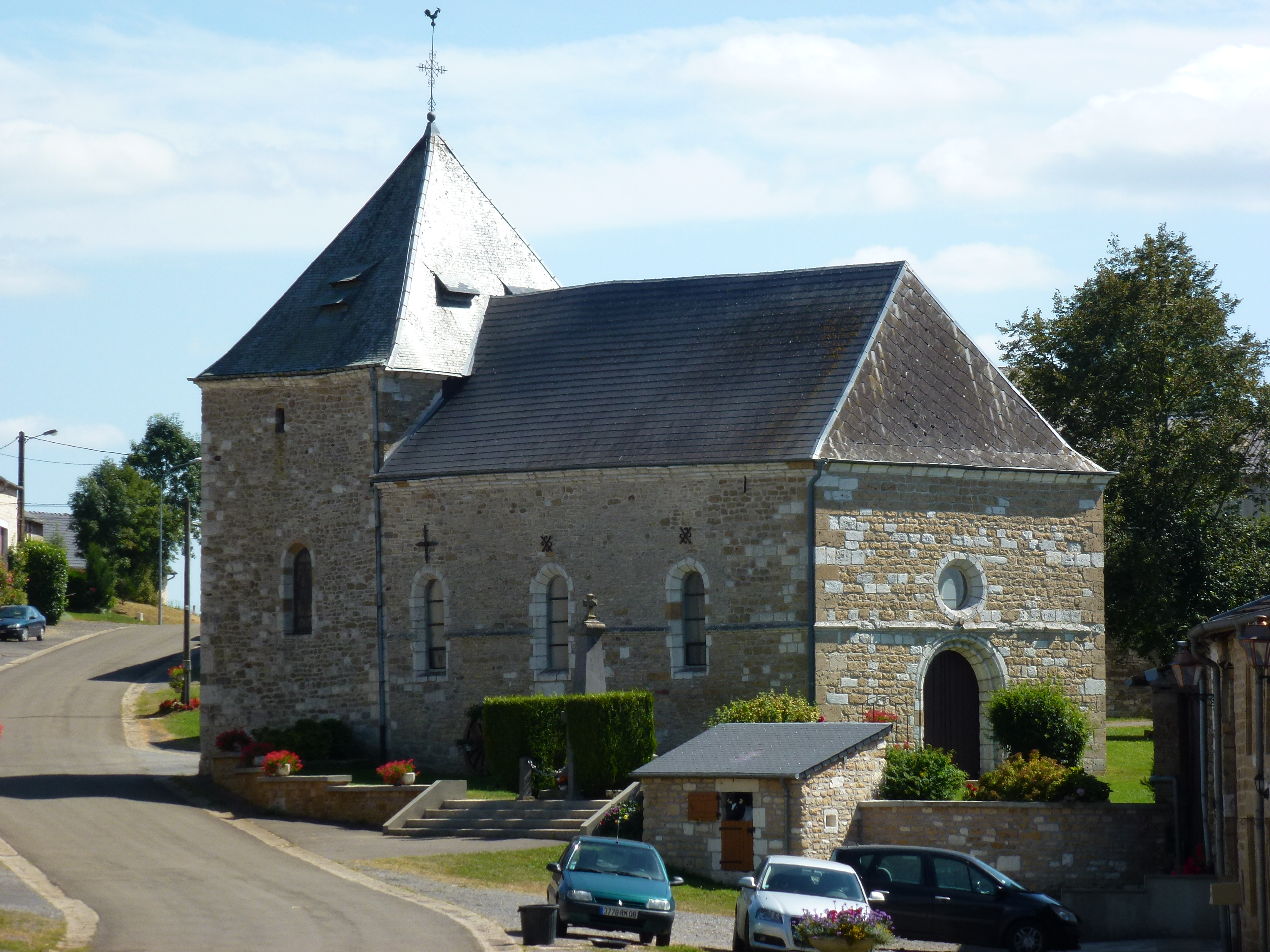
Kirche Saint-Quentin

- Kirche Saint-Quentin